# NGC 3217
NGC 3217 = IC 606 ist eine spiralförmige Radiogalaxie vom Hubble-Typ SBc im Sternbild Löwe an der Ekliptik. Sie ist schätzungsweise 422 Millionen Lichtjahre von der Milchstraße entfernt und hat einen Durchmesser von etwa 70.000 Lichtjahren. 

Im selben Himmelsareal befinden sich unter anderem die Galaxien IC 612, IC 613, IC 615.
Das Objekt wurde am 4. März 1878 von dem US-amerikanischen Astronomen David Peck Todd entdeckt.